# Corallicolidae
Corallicolida (früher provisorisch auch Apicomplexan-Related Lineage V (ARL-V) oder Genotype-N genannt) ist eine Gruppe (Ordnung) einzelliger Eukaryoten (Mikroeukaryoten bzw. Protisten), die zum Phylum (Stamm) Apicomplexa gehört.
Die Gruppe besteht monotypisch nur aus der Familie Corallicolidae.
Der Wortstamm bedeutet „Korallenbewohner“, was auf ihre weitgehend symbiotische Beziehung zu Korallen hindeutet.
Mit Stand 2019 war jedoch nicht bekannt, ob diese Beziehung für den Korallenwirt eher schädlich ist (Parasitismus) oder nicht (Kommensalismus).
Auch wenn Funktion der Corallicoliden innerhalb des Korallenmikrobioms noch nicht vollständig verstanden ist, nehmen sie offenbar eine für den Korallenwirt lebenswichtige Rolle ein.
Die damals neu entdeckten Corallicolida wurden in einer von Kwong et al. im April 2019 veröffentlichten Metastudie mit hoher Prävalenz (über 80 % der Proben, 70 % der Gattungen) in allen Hauptgruppen der Korallen gefunden. Sie waren nach den Dinoflagellaten aus der Gruppe Symbiodiniaceae die zweithäufigsten korallenassoziierten Mikroeukaryoten („Korallen-Mitbewohner“), was sie zu zentralen Mitgliedern des Korallenmikrobioms macht.

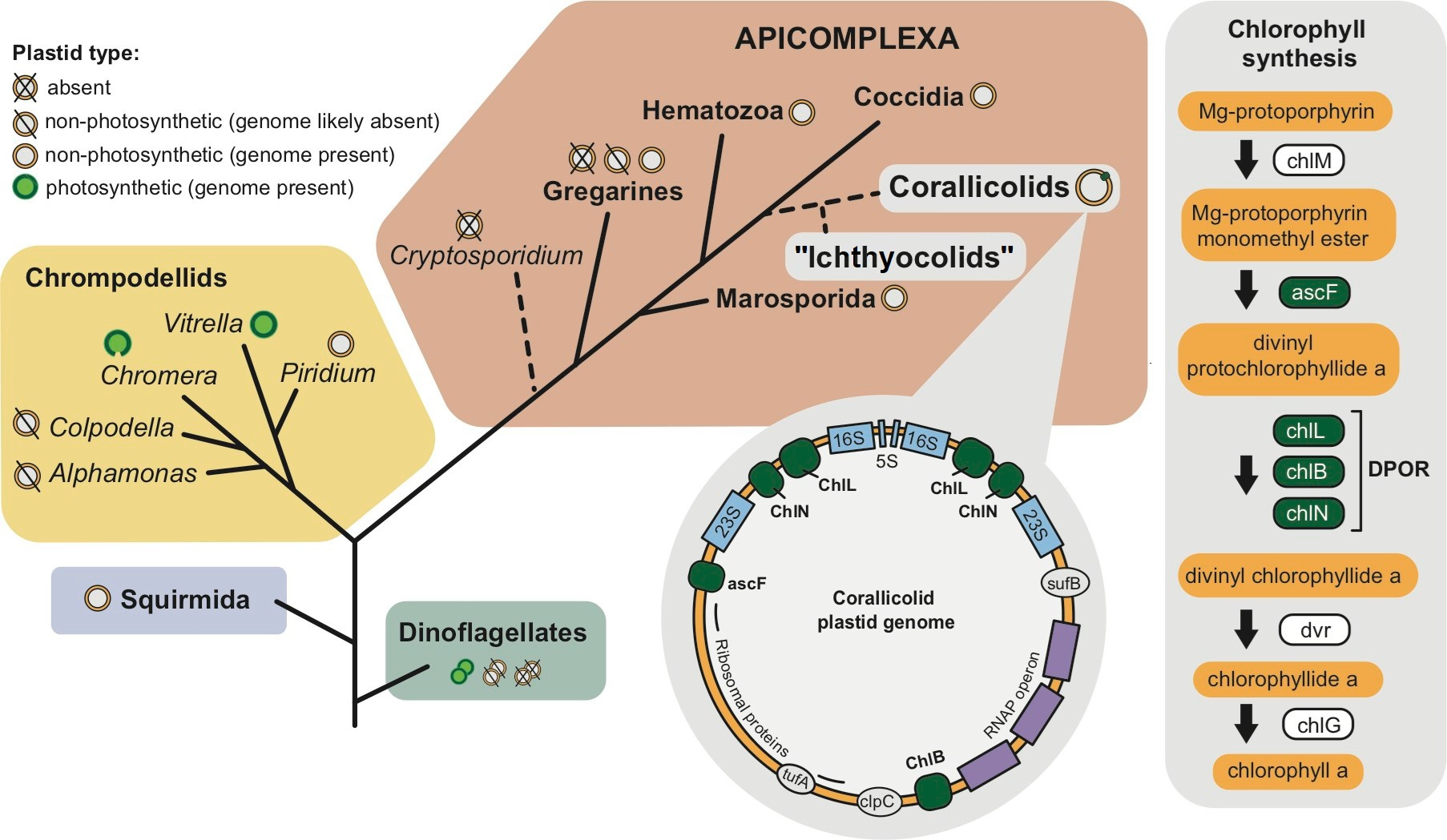
Phylogenie der Apicomplexa und ihrer nahen Verwandten mit Darstellung der mutmaßlichen phylogenetischen Position der Corallicolida, sowie ihres Apicoplasten

Corallicolida wurden im Mikrobiom einer breiten Palette von riffbildenden Korallen, sowie Schwarzen Korallen (Antipatharia), Steinkorallen (Scleractinia) und Weichkorallen (Alcyonacea) gefunden, darunter die prominenten Fächerkorallen (Gorgonien, englisch Fan Corals), Pilzkorallen (Fungiidae) und Seeanemonen (Actiniaria).
Die Corallicolida gehören zu den Apicomplexa, einer großen Gruppe von Protisten, die fast alle parasitär leben. Sie sind gekennzeichnet durch das Vorhandensein eines Apicoplast genannten komplexen Plastiden und den vorn befindlichen namensgebenden apikalen Komplex, mit dem sie in die Zellen ihres Wirts eindringen.
Zu den bekanntesten Vertretern der Apicomplexa zählen die Gattungen Plasmodium mit den Malaria-Erregern und Toxoplasma mit dem Toxoplasmose-Erreger.

## Merkmale
Die Corallicolida leben in den Zellen der Mesenterialfilamente von Korallen.
Obwohl sie aussehen wie die Parasiten aus ihrer Conoidasida-Verwandtschaft und auch keine Photosynthese betreiben, verfügen sie interessanterweise trotzdem über ein Chlorophyll-Biosynthesesystem, d. h. sie produzieren Chlorophyll.
Welche Rolle dieses Chlorophyll bei den Corallicolida spielt, konnte bis um 2020 noch nicht geklärt werden.
Jedenfalls wirft dessen Vorkommen dort eine ganze Reihe völlig neuer biochemischer Fragen auf.

## Systematik
Die Gruppe der Corallicolida gehört zum Phylum (Stamm) Apicomplexa und ist eng mit den Kokzidien verwandt. Zusätzlich zu drei als monotypisch beschriebenen Gattungen (mit also drei Arten) wurden noch verschiedene Sequenzen aus Umwelt-DNA (englisch environmental DNA, eDNA) gemeldet.
Dazu gehören auch die früher provisorisch Apicomplexan-Related Lineage V (ARL-V) oder Genotype-N genannten Sequenzen. ARL-V wurden zuerst von Janouškovec et al per Metagenomik gefunden und waren mit Steinkorallen der Gattung Montastraea (darunter M. franksi und M. annularis; siehe M. cavernosa) und der Art Gorgonia ventalina assoziiert. Sie wurden ursprünglich in der nahen Verwandtschaft der Gattungen Chromera und Vitrella, d. h. in der den Apicomplexa nahestehenden Gruppe Chromerida gesehen; mit der zwischenzeitlichen Zuordnung zu den Corallicolida gehören sie aber direkt zu den Apicomplexa.
Die Zugriffsnummern stammen, wo nicht anders angegeben, vom National Center for Biotechnology Information (NCBI): Entrez Record: Nucleotide.
Corallicolida Kwong et al., 2020: Corallicolidae Kwong et al., 2020 [ Apicomplexan-Related Lineage V (ARL-V), Genotype-N und ehem. Gemmocystidae Upton & Peters, 1986, erweitert]
- Corallicola Kwong et al. 2020
  - Corallicola aquarius [Apicomplexa sp. WKK-2018a] (MH304761, MH304760)[12]
– Wirt: Gattung Rhodactis aus der Scheibenanemonen-Familie Discosomatidae [Discosomidae].

- Anthozoaphila Kwong et al. 2020
  - Anthozoaphila gnarlus [Apicomplexa sp. WKwo-2020a] (MW192642,[12] MW192641, MW192640, MW192639,[12] MW192638)
– Wirt: Madracis mirabilis aus der Gattung Madracis aus der Steinkorallen-Familie Pocilloporidae (japanisch エダサンゴ edasango, englisch eda coral).

- Gemmocystis Upton & Peters, 1986
  - Gemmocystis cylindrus [Apicomplexa sp. type N clone N66][13]
– Wirt: Dendrogyra cylindrus aus der Gattung Dendrogyra (Säulenkoralle) aus der Steinkorallen-Familie Meandrinidae.
Gemmocystis wurde zuvor in der Ordnung Agamococcidiorida Levine, 1979[14] [syn. Histogregarida Cavalier-Smith, 2014[11]], Familie Gemmocystidae Upton & Peters, 1986 geführt, zusammen mit der Familie Rhytidocystidae Levine, 1979. Aufgrund der Symbiose an Mesenterialfilamenten von Korallen und morphologischen Ähnlichkeiten wurde die Gattung hierher verschoben.[2]

- weitere Gensequenzen zu den Corallicolida ohne Familien- oder Gattungszuweisung
  - Corallicolida sp. WKK-2018b (MW192639, MW192642)[15][4]
– Wirt: Parazoanthus swiftii[12] (Krustenanemonen)
  - Apicomplexa sp. type N strain type N symbiont of Callogorgia delta [MN022452_Corallicolidae_COR3_sp.[2]]
– Wirt: Callogorgia delta[7] (Primnoidae)
  - Apicomplexa sp. type N strain type N symbiont of Leiopathes glaberrima [MN022429_Corallicolidae_COR2_sp.[2]]
– Wirt: Leiopathes glaberrima[7] (Schwarze Korallen)
  - Coral symbiont from Porites astreoides haplotype 19 [JX943883_Corallicolidae_COR1_sp.[2]]
– Wirt: Porites astreoides[16] (Steinkorallen)
  - Corallicolid from Orbicella sp. [Corallicolida sp. WKK-2018b] (MH304758)[12]
– Wirt: Orbicella sp. (Steinkorallen)
  - Corallicolid from Cyphastrea sp. [Corallicolida sp. WKK-2018b] (MH304759)[12]
– Wirt: Cyphastrea sp. (Steinkorallen)
  - Apicomplexa sp. Stamm ARL-V Plastotyp 1 – 23 (englisch Apicomplexa sp. strain ARL-V plastotype 1 – 23)[6][7]

## Forschungsgeschichte
Der erste Organismus des Phylums Apicomplexa, der mit Korallen in Verbindung gebracht wurde, war Gemmocystis cylindrus, 1986 von Upton & Peters erstbeschrieben. Im Jahr 2019 zeigte eine Studie, dass diese Umwelt-DNAs in den Zellen der Mesenterialfilamente (japanisch サンゴの隔膜糸 sango no kakumaku ito, englisch mesenterial filaments) als Endosymbionten leben, wovon sich die Bezeichnung der Ordnung Corallicolida ableitet.
Nach einer im Mai/Juni 2024 von Anthony M. Bonacolta et al. veröffentlichten Studie bilden die Corallicolida zusammen mit den per DNA-Sequenzierung bei Knochenfischen identifizierten und englisch als Ichthyocolids bezeichneten Gruppe eine Schwesterklade der Eimeriorina; beide Gruppen gehören damit zu den Kokzidien.

## Die Farbwechselnde Gorgonie als Corallicolida-Wirt
Im Jahr 2024 veröffentlichten Anthony M. Bonacolta et al. eine Studie, in der sie die mikrobielle Gemeinschaft der Farbwechselnden Gorgonie (Paramuricea clavata) untersuchten, die sich aus einem bakteriellen und mikroeukaryotischen Teil zusammensetzt.
Es zeigte sich, dass die Zusammensetzung der mit P. clavata assoziierten Mikroeukryoten signifikant stark mit thermischem Stress korreliert war. Syndiniales aus der Dino-Group I Clade 1 waren deutlich in thermisch resistenten Korallen vertreten, während die Corallicolida ebenso klar in thermisch anfälligen Korallen überwogen.
Eine Erklärung für diese Beobachtung könnte nach Vorschlag der Autoren sein, dass die Sterblichkeit der Farbwechselnden Gorgonie nach Hitzestress mit zusätzlichem Stress durch einen Übergang vom Kommensalismus zum Parasitismus bei den Corallicolida erhöht wird.
Die Ergebnisse zeigen jedenfalls, dass für das Verständnis der Reaktion von Korallen auf Hitzestress im Rahmen der Erhaltungsbemühungen und der Erforschung von korallenassoziierten Protisten neben den Dinoflagellaten (Syndiniales) auch Corallicolida (Apicomplexa) beachtet werden müssen.

## Bedeutung
Die Apicomplexa entwickelten sich aus freilebenden phototrophen Vorfahren; unklar bleib bisher wie der Übergang zum Parasitismus genau erfolgte.
Ein möglicher Hinweis liegt in Korallenriffen, denn DNA-Untersuchungen von dortigen Umweltproben haben mehrere Linien von nicht offiziell beschrieben (kultivierten), sich basal verzweigenden Apicomplexa aufgedeckt.
Die meisten Apicomplexa haben Relikte von Plastiden behalten (Apicoplasten), und zwei photosynthetisch aktive Colpodellales (syn. Chromerida oder Chrompodellida), nämlich Chromera velia (Alge des Jahres 2020) und Vitrella brassicaformis, beide aus Korallenriffen isoliert, sind die nächsten freilebenden Verwandten der parasitären Apicomplexa.
Die Gruppe der Chlorophyll produzierenden Corallicolida könnte weiter dabei helfen, Licht in das Dunkel dieser Evolutionsgeschichte zu bringen.

## Weiterführende Literatur
- Wesley Toller, R. Rowan, Nancy Knowlton: Genetic evidence for a protozoan (phylum Apicomplexa) associated with corals of the Montastraea annularis species complex. In: Coral Reefs, Band 21, Nr. 2, Juli 2002, S. 143–146; doi:10.1007/s00338-002-0220-2, ResearchGate:251342718, Epub März 2002 (englisch).
- Patrick J. Keeling, Varsha Mathur, Waldan K Kwong: Corallicolids: The elusive coral-infecting apicomplexans. In:  PLOS Pathogens, Band 17, Nr. 9, September 2021, S. e1009845; doi:10.1371/journal.ppat.1009845, ResearchGate:354646179 (englisch).
- Camille Clerissi, Sébastien Brunet, Jeremie Vidal-Dupiol, Mehdi Adjeroud, Pierre Lepage, Laure Guillou, Jean-Michel Escoubas, Eve Toulza: Protists Within Corals: The Hidden Diversity. In: Frontiers in Microbiology, Band 9, 31. August 2018, Sec. Microbial Symbioses; doi:10.3389/fmicb.2018.02043, ResearchGate:327344918 (englisch).